# Asellia italosomalica
Asellia italosomalica är en fladdermus i familjen rundbladnäsor som förekommer främst i Somalia. Populationen infogades före året 2011 i Asellia tridens.
Arten når en kroppslängd (huvud och bål) av 41 till 60 mm, en svanslängd av 16 till 29 mm och en vikt av 6 till 13 g. Underarmarna är 43 till 48 mm långa, bakfötterna är 8 till 10 mm långa och öronen är 14 till 22 mm stora. Ovansidans päls är hos Asellia italosomalica ljus gråbrun och undersidans päls är ännu ljusare. Den yttersta delen av hudflikarna på näsan liknar en treudd i utseende.
Utbredningsområdet sträcker sig över östra Somalia och över ögruppen Sokotra som tillhör Jemen. Denna fladdermus lever i halvöknar, savanner, andra gräsmarker och buskskogar.
Asellia italosomalica vilar i grottor och bildar kolonier med några tiotal eller upp till 1000 medlemmar. Arten söker under natten efter föda.
Beståndet hotas av störningar vid viloplatsen och av bekämpningsmedel mot insekter. Populationens storlek är okänd. IUCN listar arten med kunskapsbrist (DD).